# Anthony Bauer
Anthony Johann Bauer (* 30. Oktober 1999) ist ein deutscher Basketballspieler.

## Laufbahn
Bauer spielte beim Post SV Nürnberg, in der Saison 2017/18 stand im Aufgebot der TS Herzogenaurach in der 1. Regionalliga und spielte gleichzeitig in der Nürnberger Mannschaft in der Nachwuchs-Basketball-Bundesliga. Zur Saison 2018/19 wurde Bauer ins Aufgebot der Nürnberg Falcons BC (2. Bundesliga ProA) aufgenommen und spielte dank einer „Doppellizenz“ weiterhin ebenfalls in Herzogenaurach. In der ProA kam er im Spieljahr 18/19 zu vier Kurzeinsätzen und schaffte mit den Nürnbergern als Vizemeister den sportlichen Aufstieg in die Basketball-Bundesliga. Allerdings wurde der Mannschaft keine Teilnahmeberechtigung für die Bundesliga erteilt.
Im Sommer 2019 wechselte er zum BBC Coburg in die 2. Bundesliga ProB. Er bestritt drei Kurzeinsätze für Coburg und wechselte im Laufe der Saison 2019/20 zum TSV 1860 Ansbach in die Regionalliga Südost. Bauer erzielte in 14 Saisonspielen für Ansbach einen Mittelwert von 12,9 Punkten und blieb bis zum Ende des Spieljahres 2019/20 bei der Mannschaft. Zur Saison 2020/21 schloss er sich der Mannschaft KK Diadora Zadar in Kroatien an und wechselte 2021 ans Grayson College in den US-Bundesstaat Texas. In elf Spielen für die Hochschulmannschaft erzielte Bauer eine Gesamtanzahl von sechs Punkten.
Zur Saison 2022/23 wechselte Bauer zum deutschen Drittligisten RheinStars Köln. In 26 Einsätzen erzielte Bauer im Mittel 8,7 Punkte. Im 3-gegen-3-Basketball wurde er im August 2024 deutscher Vizemeister.